# 伯里拉-貝里提火山
伯里拉-貝里提火山是一座印度尼西亞蘇門答臘南蘇門答臘省的火山，該火山類型為混合火山，其火山口寬度為1.2（0.75英里）。